# Tenerife Sur repülőtér
Tenerife Sur repülőtér (IATA: TFS, ICAO: GCTS) egy nemzetközi repülőtér Granadilla de Abona közelében, a Tenerife szigeten. A légikikötő 1978-ban nyílt meg. Éves utasforgalma 10 821 703 fő (2022). Utasforgalma alapján 2022-ben Afrika 4. legforgalmasabb repülőtere volt. Üzemeltetője az AENA.

## Képgaléria

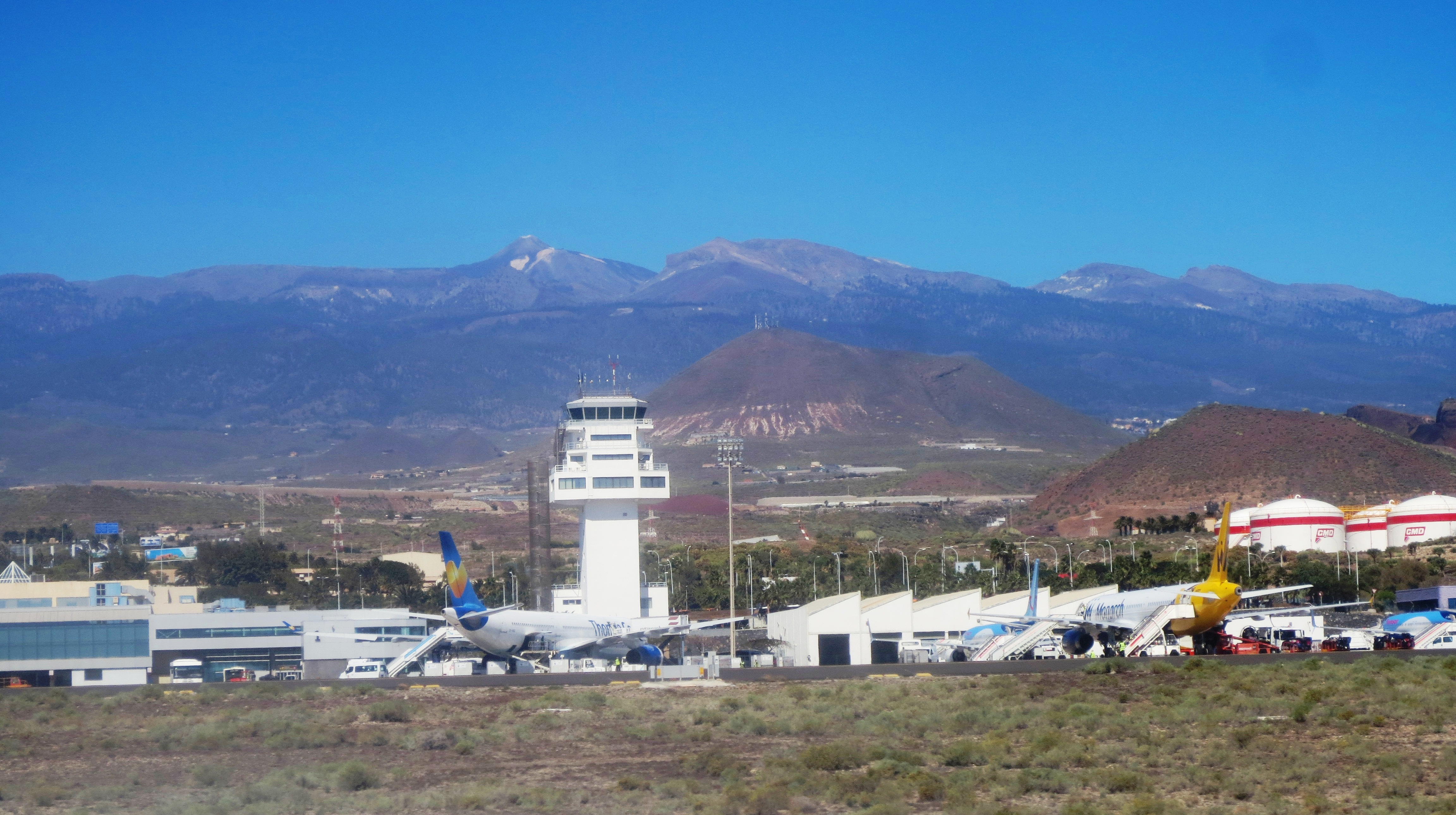
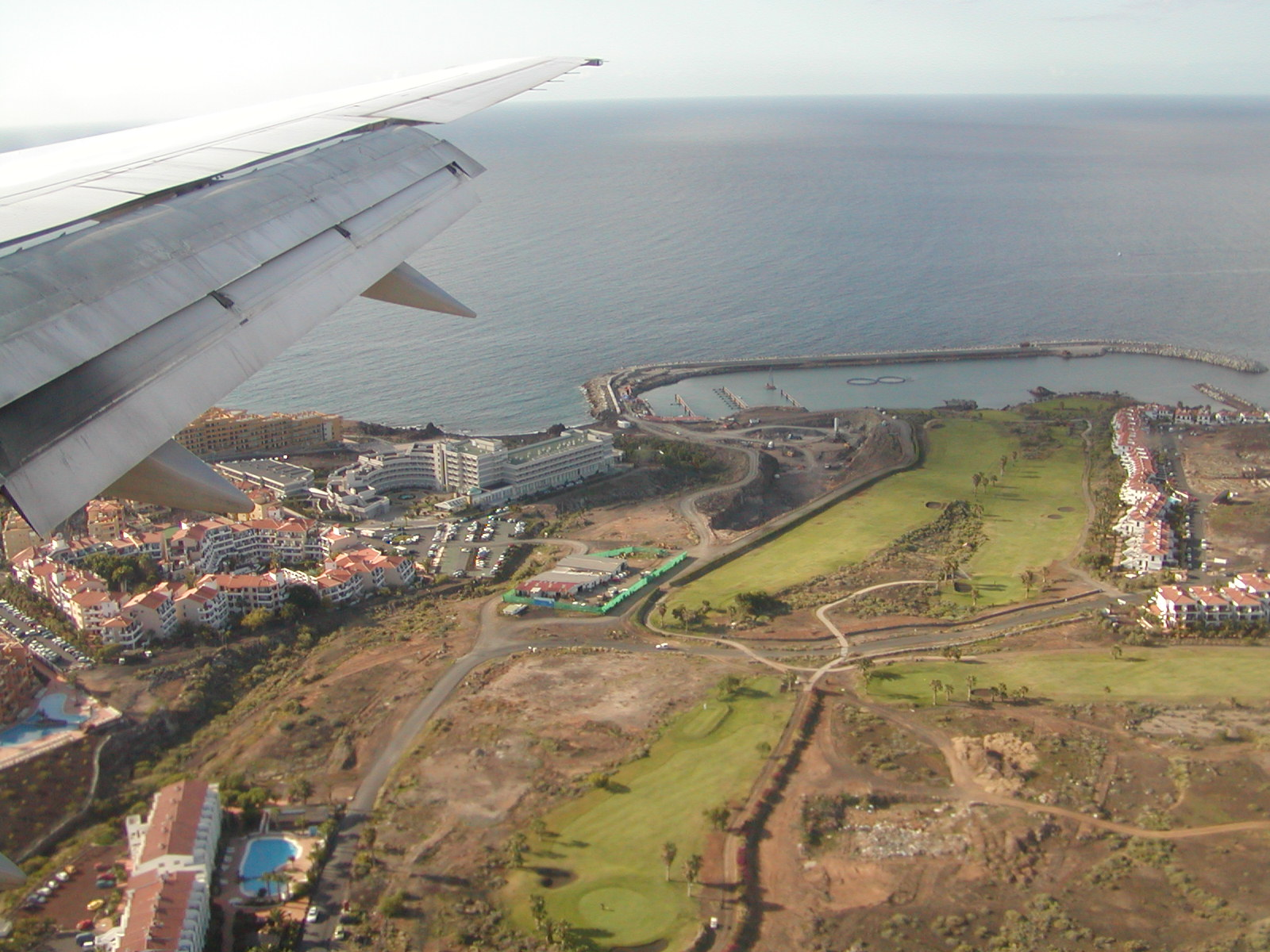
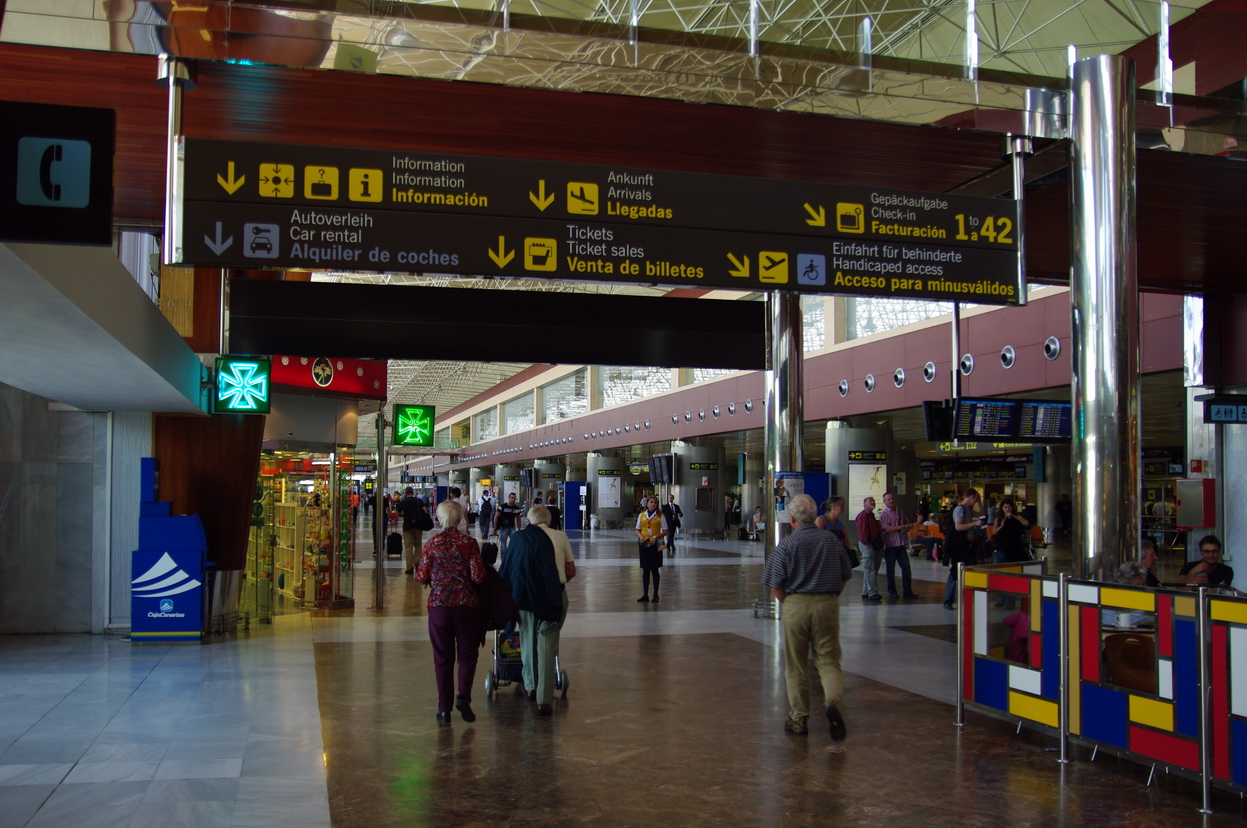
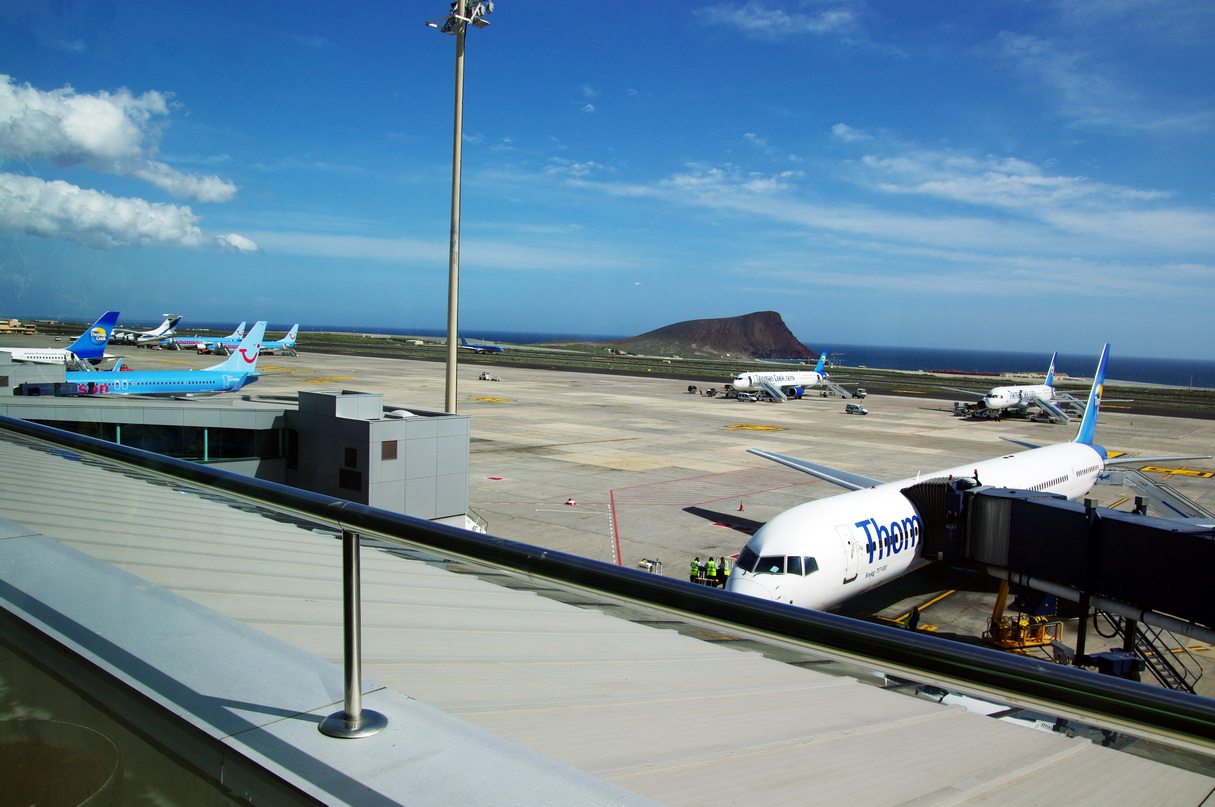

## Forgalom
Az utasforgalom az elmúlt években az alábbi módon változott:
| Utasok száma | 8 852 878 | 8 631 923 | 8 639 341 | 7 108 055 | 8 656 487 | 9 176 235 | 10 472 713 | 11 042 481 | 3 392 329 | 10 821 703 |
|              | 2003      | 2005      | 2007      | 2009      | 2011      | 2014      | 2016       | 2018       | 2020      | 2022       |

## Légitársaságok és úticélok
| Légitársaság                   | Célállomások |
| ------------------------------ | --- |
| Aeroflot                       | Moszkva–Seremetyjevo |
| Aer Lingus                     | Dublin Szezonális: Cork |
| Air Europa                     | Alicante, Manchester, Párizs–Orly Szezonális: Asturias, Bilbao, Valencia |
| Austrian Airlines              | Bécs |
| Azur Air                       | Charter: Moszkva–Vnukovo |
| Belavia                        | Szezonális charter: Minszk |
| Binter Canarias                | Gran Canaria, La Palma |
| British Airways                | London–Gatwick, London–Heathrow |
| Brüsszel Airlines              | Brüsszel |
| Condor                         | Berlin–Schönefeld, Düsseldorf, Frankfurt, Hamburg, Hannover, Lipcse/Halle, München, Stuttgart |
| Corendon Airlines              | Köln/Bonn, Düsseldorf, Hannover, Münster/Osnabrück, Nürnberg |
| Corendon Dutch Airlines        | Amszterdam, Maastricht/Aachen |
| easyJet                        | Basel/Mulhouse, Berlin–Schönefeld, Bristol, Edinburgh, Genf, Liverpool, London–Gatwick, London–Luton, Lyon, Manchester, Milánó–Malpensa, Nantes, Nizza Szezonális: Amszterdam, Bordeaux, Nápoly, Párizs–Charles de Gaulle |
| Edelweiss Air                  | Zürich |
| Enter Air                      | Katowice, Poznań, Varsó–Chopin |
| Eurowings                      | Berlin–Tegel, Köln/Bonn, Düsseldorf Szezonális: Hamburg, Hannover |
| Finnair                        | Szezonális: Helsinki |
| Iberia Express                 | Madrid |
| Israir Airlines                | Szezonális charter: Tel-Aviv |
| Jet2.com                       | Belfast–International, Birmingham, East Midlands, Edinburgh, Glasgow, Leeds/Bradford, London–Stansted, Manchester, Newcastle upon Tyne |
| Lufthansa                      | Frankfurt Szezonális: München |
| Luxair                         | Luxembourg |
| Neos                           | Bologna, Milánó–Malpensa, Róma–Fiumicino, Verona |
| Norwegian                      | London–Gatwick, Málaga Szezonális: Bergen, Koppenhága, Göteborg, Helsinki, Oslo–Gardermoen, Oulu, Stockholm–Arlanda Seasonal charter: Stavanger, Trondheim |
| Royal Air Maroc                | Casablanca |
| Ryanair                        | Birmingham, Bologna, Bournemouth, Bristol, Cork, Charleroi, Dublin, Düsseldorf (ends 23 October 2020), East Midlands, Edinburgh, Frankfurt, Glasgow–Prestwick, London–Luton, London–Stansted, Madrid, Málaga , Manchester, Pisa, Sevilla, Shannon, Varsó–Modlin Szezonális: Bergamo, Hahn, Krakkó, Leeds/Bradford, Liverpool, Porto, Wrocław |
| S7 Airlines                    | Moszkva–Domogyedovo |
| Scandinavian Airlines          | Szezonális charter: Bergen |
| Smartwings                     | Prága Szezonális: Varsó–Chopin |
| SkyUp                          | Szezonális: Kijev-Boriszpil |
| Sundair                        | Szezonális: Kassel |
| TAP Air Portugal               | Lisszabon |
| TAROM                          | Szezonális: Bukarest |
| Transavia                      | Amszterdam, Eindhoven, Groningen, Párizs–Orly, Rotterdam Szezonális: Nantes |
| TUI Airways                    | Aberdeen, Birmingham, Bristol, Cardiff, Doncaster/Sheffield, East Midlands, Edinburgh, Glasgow, London–Gatwick, London–Luton, London–Stansted, Manchester, Newcastle upon Tyne, Norwich Szezonális: Belfast–International, Bournemouth, Exeter Seasonal charter: Dublin                                                                      |
| TUI fly Belgium                | Brüsszel, Charleroi, Liège, Lille, Oostende–Brugge |
| TUI fly Deutschland            | Basel/Mulhouse, Berlin–Tegel, Köln/Bonn, Düsseldorf, Frankfurt, Hannover, Karlsruhe/Baden-Baden, Nürnberg, Paderborn/Lippstadt, Saarbrücken, Stuttgart |
| TUI fly Netherlands            | Amszterdam Szezonális: Eindhoven, Rotterdam |
| TUI fly Nordic                 | Szezonális charter: Göteborg, Oslo–Gardermoen, Stockholm–Arlanda |
| Ukraine International Airlines | Szezonális charter: Kijev-Boriszpil |
| Ural Airlines                  | Szezonális: Szentpétervár |
| Volotea                        | Bordeaux, Lyon, Marseille, Nantes, Toulouse |
| Vueling                        | Barcelona, Nantes, Párizs–Orly, Róma–Fiumicino |
| Windrose Airlines              | Szezonális charter: Kijev-Boriszpil |
| Wizz Air                       | Bukarest, Budapest, Doncaster/Sheffield, Katowice, London–Luton, Milánó–Malpensa, Bécs, Varsó–Chopin |